# Большое Чекавино
Большое Чекавино — деревня в Кичменгско-Городецком районе Вологодской области.
Входит в состав Кичменгского сельского поселения, с точки зрения административно-территориального деления — в Кичменгский сельсовет.
Расстояние по автодороге до районного центра Кичменгского Городка составляет 3 км, до центра муниципального образования Кичменгского Городка — 3 км.
Деревня расположена на берегу реки Юг на плесе между Княжигорой и деревней Коряково. Рядом находится аэродром Кичменгского Городка.
История деревни насчитывает несколько столетий. В деревне сохранились дома (срубы), построенные во второй половине XIX века. Жителей в Чекавино к середине XX века было достаточно много и она являлась важной частью кичменгскогородецкой земли. В то время в Чекавино была школа для детей из окрестных деревень.
Население по данным переписи 2002 года — 46 человек (20 мужчин, 26 женщин). Преобладающая национальность — русские (98 %).